# Abdelillah Bagui
Abdelillah Bagui (ur. 1 stycznia 1978 w Fezie) – marokański piłkarz grający na pozycji bramkarza.

## Kariera klubowa
Bagui jest wychowankiem klubu MAS Fez. Przez większą część swojego pobytu w tym klubie był jego podstawowym bramkarzem. W 1997 roku wywalczył mistrzostwo drugiej ligi i awansował do pierwszej. Przez kolejne lata nie osiągał większych sukcesów, aż do 2001 roku, gdy awansował z MAS do finału Pucharu Maroka. Jego klub uległ w 0:1 Wydadowi Casablanca w decydującym spotkaniu. Rok później powtórzył ten sukces - w finale padł wynik 2:0 dla Rai Casablanca.
W 2003 roku Bagui wyjechał do Rosji i został bramkarzem Spartaka Moskwa. Przegrał jednak rywalizację z Wojciechem Kowalewskim, a także z Aleksiejem Zujewem. W 2004 roku odszedł do grającego w Pierwszej Dywizji FK Chimki, jednak nie zaliczył żadnego ligowego spotkania. W latach 2005–2006 był rezerwowym dla Andrieja Cziczkina w FK Rostów. W 2007 roku Bagui powrócił do MAS Fez, zwanym już Maghreb Fez. W 2008 roku został piłkarzem zespołu Kawkab Marrakech. Następnie grał w takich klubach jak: Chabab Rif Al Hoceima, Olympique Safi i KAC Kénitra.

## Kariera reprezentacyjna
W reprezentacji Maroka Bagui zadebiutował w 2001 roku. W 2002 roku był rezerwowym bramkarzem w Pucharze Narodów Afryki 2002, a w 2008 roku został powołany przez selekcjonera Henriego Michela do kadry na Puchar Narodów Afryki 2008.